# Вейнсвілл (Огайо)
Вейнсвілл (англ. Waynesville) — селище (англ. village) в США, в окрузі Воррен штату Огайо. Населення — 2669 осіб (2020).

## Географія
Вейнсвілл розташований за координатами 39°31′55″ пн. ш. 84°5′27″ зх. д. / 39.53194° пн. ш. 84.09083° зх. д. (39.531945, -84.090938).  За даними Бюро перепису населення США в 2010 році селище мало площу 6,17 км², з яких 6,16 км² — суходіл та 0,02 км² — водойми.

## Демографія
Згідно з переписом 2010 року, у селищі мешкали 2834 особи в 1128 домогосподарствах у складі 761 родини. Густота населення становила 459 осіб/км².  Було 1196 помешкань (194/км²).
Расовий склад населення:
| - 96,8 % — білих - 0,4 % — чорних або афроамериканців - 0,4 % — азіатів - 0,1 % — вихідців з тихоокеанських островів - 0,1 % — корінних американців |

До двох чи більше рас належало 2,1 %. Частка іспаномовних становила 1,2 % від усіх жителів.
За віковим діапазоном населення розподілялося таким чином: 23,9 % — особи молодші 18 років, 58,2 % — особи у віці 18—64 років, 17,9 % — особи у віці 65 років та старші. Медіана віку мешканця становила 41,6 року. На 100 осіб жіночої статі у селищі припадало 88,4 чоловіків;  на 100 жінок у віці від 18 років та старших — 81,1 чоловіків також старших 18 років.
Середній дохід на одне домашнє господарство  становив 63 293 долари США (медіана — 58 711), а середній дохід на одну сім'ю — 72 689 доларів (медіана — 64 922). Медіана доходів становила 53 942 долари для чоловіків та 36 330 доларів для жінок. За межею бідності перебувало 11,6 % осіб, у тому числі 21,7 % дітей у віці до 18 років та 7,5 % осіб у віці 65 років та старших.
Цивільне працевлаштоване населення становило 1270 осіб. Основні галузі зайнятості: освіта, охорона здоров'я та соціальна допомога — 31,7 %, виробництво — 13,4 %, мистецтво, розваги та відпочинок — 13,2 %.